# 窝坎大山山脉
窝坎大山是云南省临沧市沧源佤族自治县的一条山脉，呈东北-西南走向，主峰位于班洪乡境内，最高海拔2,605米，也是沧源县内的最高山。山脉地跨班洪、勐来、勐角、勐董四个乡镇，面积557.032平方公里，余脉向东及西南延伸。“窝坎大山”是傣语地名，意为“金莲花山”，因传说山顶水塘盛开有一朵金莲而得名。植被多为阔叶林、亚热带沟谷季雨林和灌木林，蕴藏有金、银、铅、锌、煤等矿产。:55:14

## 资料来源
1. ↑  沧源佤族自治县地方志编撰委员会. . 昆明: 云南民族出版社. 1998年12月. ISBN 7-5367-1498-X.
2. ↑  沧源佤族自治县民族中学地理室, 沧源佤族自治县交通局. . 昆明: 云南科技出版社. 2002年12月. ISBN 7-5416-1753-9.